# Szkoła Kadetów Piechoty w Łobzowie

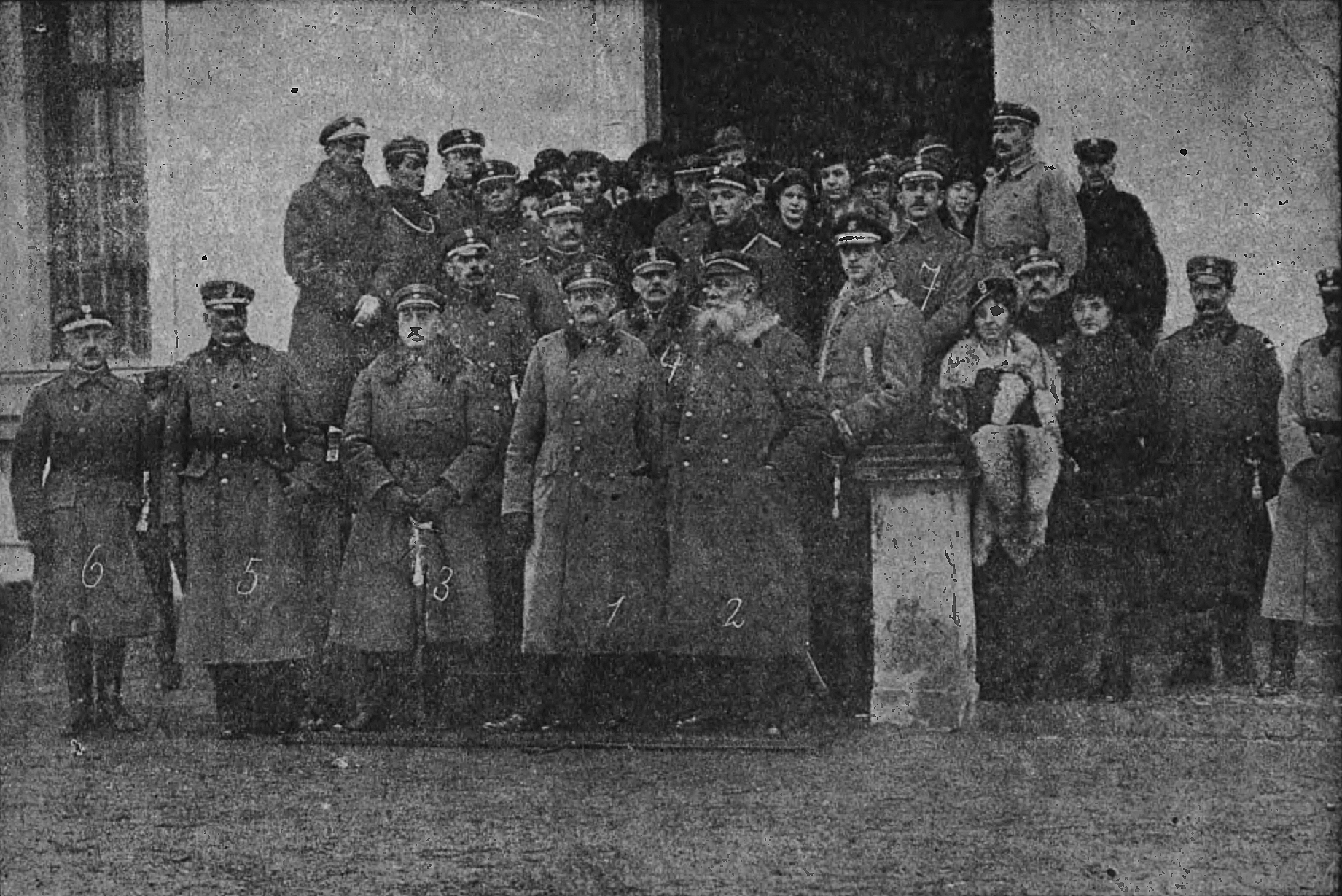
Poświęcenie Szkoły Podchorążych w Łobzowie 12 stycznia 1919. Fotografia zbiorowa generałów i oficerów

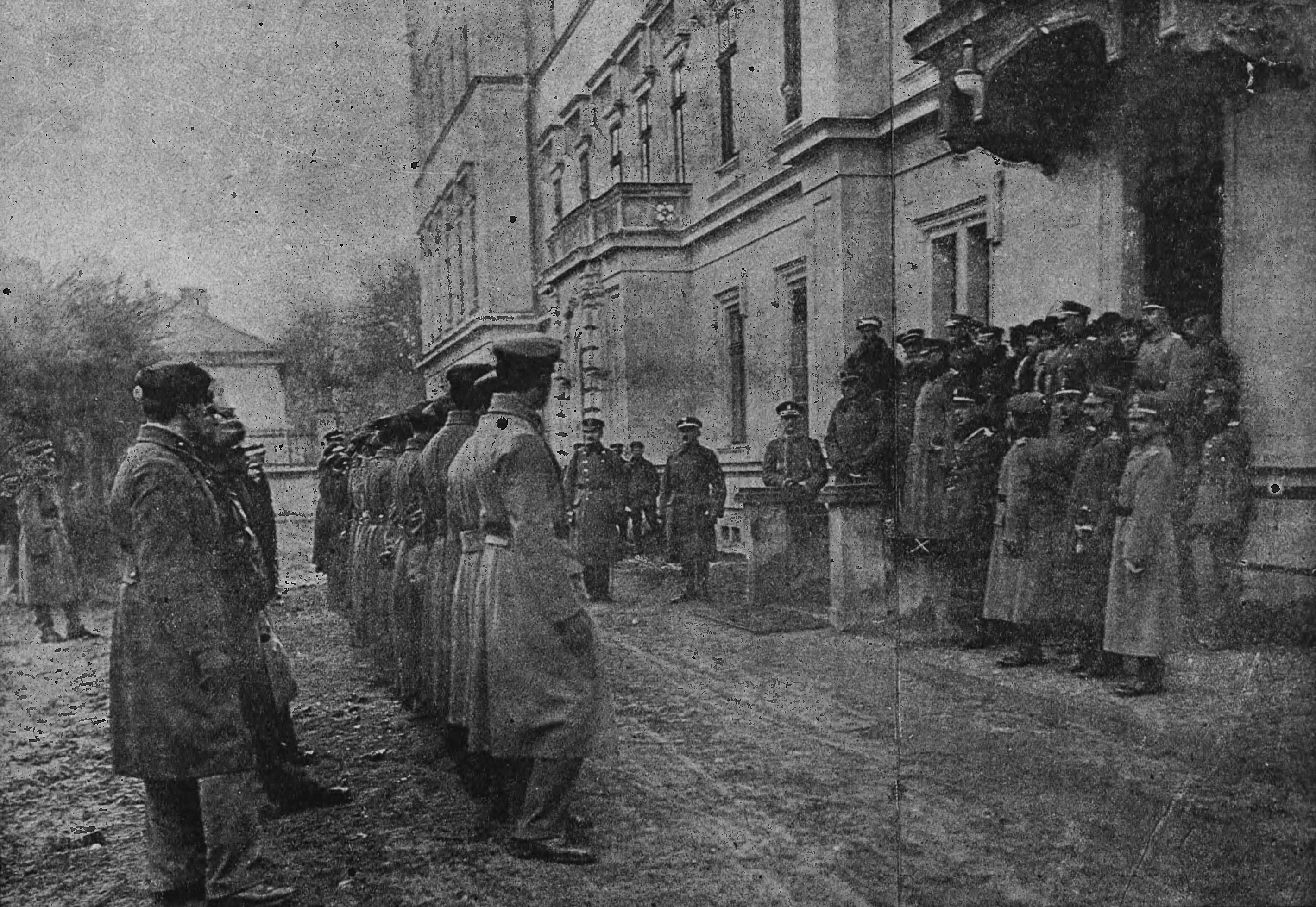
Poświęcenie Szkoły Podchorążych w Łobzowie 12 stycznia 1919. Przemawia gen. dyw. Emil Gołogórski

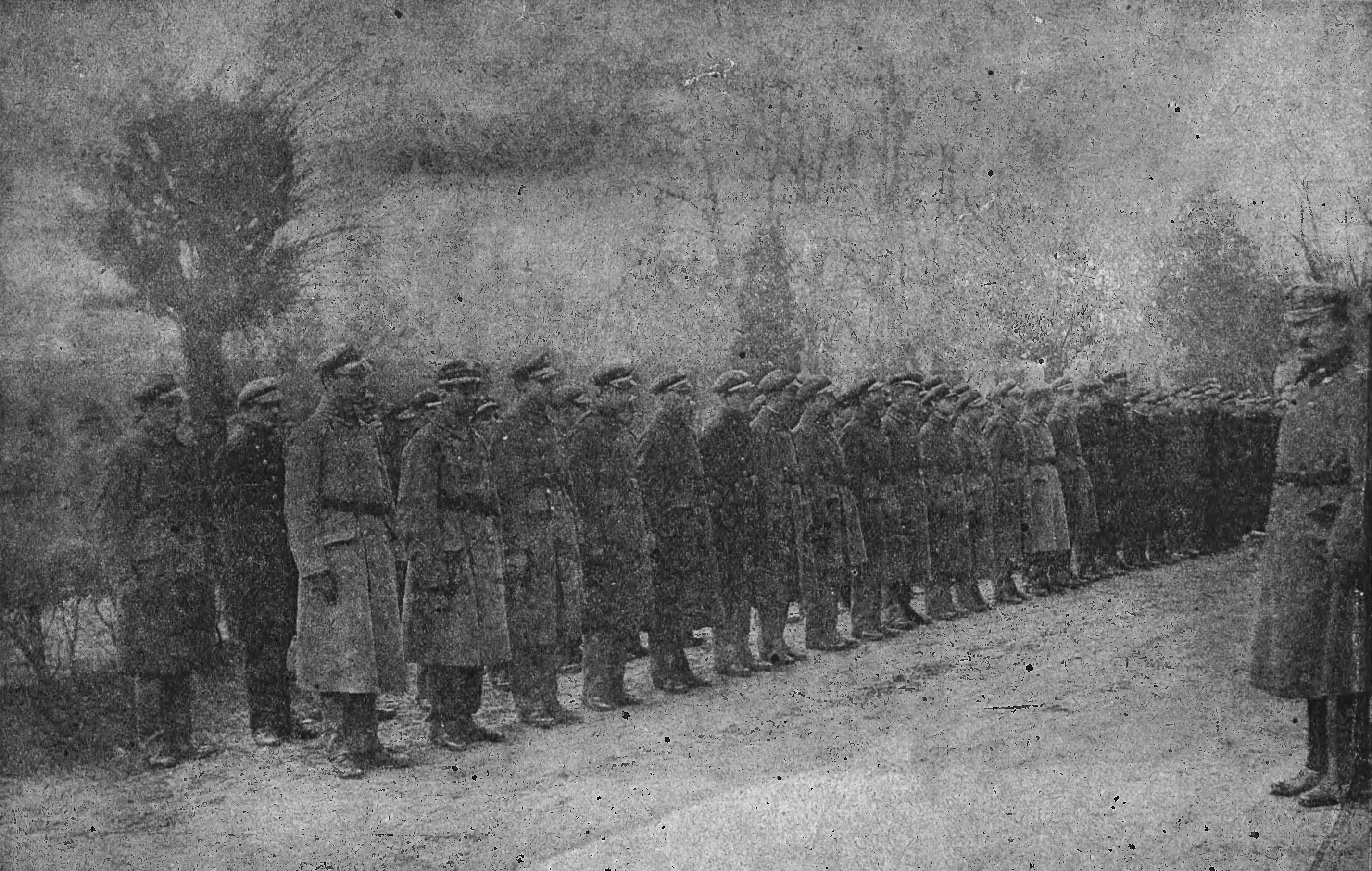
Poświęcenie Szkoły Podchorążych w Łobzowie 12 stycznia 1919. Uczniowie jednostki

Szkoła Kadetów Piechoty w Łobzowie (niem. Infanteriekadettenschule Lobzow bei Krakau) – korpus kadetów piechoty Cesarskiej i Królewskiej Armii.

## Historia
Szkoła zorganizowana została w 1875, w Łobzowie (dziś część Krakowa), w Pałacu Królewskim przy obecnej ulicy Podchorążych. W 1913 została przekształcona w Wojskową Wyższą Szkołę Realną (niem. Militär-Oberrealschulen). W 1860 C.K. Uprzywilejowana Krajowa Fabryka Maszyn Rolniczych i Narzędzi Ludwika Zieleniewskiego wyprodukowała pierwszy kocioł parowy dla korpusu kadetów. 30 października 1918 szkoła przejęta została przez Wojsko Polskie. Komendę nad szkołą objął najstarszy rangą oficer Polak, major Stanisław Hlawaty. 6 listopada 1918 ze szkoły odesłano kadetów narodowości niemieckiej. Na bazie austriackiej placówki oświatowej utworzony został Korpus Kadetów Nr 1, występujący początkowo pod nazwą „Szkoła Podchorążych”. 31 października szkołę odebrał w zarząd polski komendant Stanisław Hlawaty. 12 stycznia 1919 roku odbyło się poświęcenie budynku.
Do szkoły przyjmowani byli chłopcy w wieku 14-17 lat po ukończeniu czterech lat wojskowej lub cywilnej szkoły średniej. Nauka trwała cztery lata. Absolwenci powołani do czynnej służby wojskowej otrzymywali stopień "Kadeta zastępcy oficera" (Kadett-Officiers-Stellvertreter). W wypadku braku wolnych etatów absolwenci otrzymywali stopnie "Kadetów tytularnych sierżantów" bądź kaprali (Kadett titular Feldwebel, Kadett titular Korporal).

## Kadra
Komendanci
- mjr Alfred Scheinpflug (1894–1895)
- kpt. Franz Neumayer (1895–1896)
- ppłk Franciszek Latinik (1909–1913)
- mjr Mieczysław Kuliński (od 25 VIII 1913)

Nauczyciele Szkoły Kadetów Piechoty w Łobzowie
- tyt. gen. bryg. Stanisław Hlawaty (1917–1918)
- gen. bryg. Włodzimierz Rachmistruk (1911–1914)

## Absolwenci
- gen. dyw. Edmund Hauser
- gen. dyw. Franciszek Latinik
- gen. dyw. Karol Stanisław Schubert
- gen. dyw. Stanisław Wróblewski (1884–1888)
- gen. dyw. Henryk Zemanek
- gen. bryg. Aleksander Boruszczak
- gen. bryg. Henryk Fitz
- gen. bryg. Henryk Bobkowski
- gen. bryg. Karol Krauss
- gen. bryg. Emil Prochaska (1892–1896)
- gen. bryg. Robert Reyman
- gen. bryg. Stanisław Wieroński
- gen. Wiktor Kurmanowycz
- płk piech. Franciszek Kopeczny
- ppłk Leon Bernacik (1888–1892)
- ppłk dypl. kaw. Stefan Zabielski (1905)
- ppłk Stanisław Józef Krzepiński (1895-1899)
- rtm. Zbigniew Dunin-Wąsowicz
- ppor. Adam Bratro (1916-1918)